# GOODTV
GOODTV(한국어: 법인명 : 기독교복음방송)는 기독교 전문 채널로 1997년 8월 설립되어 C3TV 인터넷 방송을 시작하고, 1999년 12월 25일부터 케이블 TV방송을 개국하였다.
2009년 6월, C3TV에서 GOODTV로 TV 채널명을 변경하였다.
GOODTV는 전국 3,000만 가시청 가구에 송출되고 있으며, IPTV(KT 지니TV 234, SK Btv 293, LG U+TV 273)에서 종교 방송사 중 6년간 주일 시청률 1위를 유지하고 있다. 
인터넷종합신문 ‘데일리굿뉴스(Daily GOODNEWS)’(구. 뉴스미션)는 기독교 가치를 수호하는 심층 취재 '더파(THE PAR)'섹션을 운영하며, 정치·경제·사회·문화 등 주요 뉴스를 보도하는 매체로 구독을 신청하면 뉴스레터를 무료로 받아볼 수 있다. 
GOODTV가 기획·개발·운영하는 바이블 애플 앱(구. 다번역성경찬송)은 2010년 출시하여 다운로드 수 580만 명을 기록했다. 13가지 번역본이 탑재되어 있고, 찬송가 악보 및 음원을 제공하며, 성경통독과 낭독녹음(*특허*)등 신앙 생활에 도움을 주는 탁월한 기능으로 DAU 20만 명을 넘어섰다. 2025년에는 AI 검색 기능이 도입되며, 10개 국가에서 현지 UI/UX로 볼 수 있는 글로벌 바이블 애플 앱을 출시할 예정이다.
IPTV KT 지니TV에서는 생방송 채널 외에도 '우리교회방송(KT IPTV 채널 888번)'을 운영하며 교회방송과 총 5만 여 편의 VOD 서비스를 제공하고 있다. 
2020년 4월 사용자 위치 기반으로 교회정보를 검색하는 교회 지도와 기독교 오디오 콘텐츠를 서비스하는 '녹톡(Knock-Talk)'앱을 출시하였다. 탑재된 기능으로는 ① 내 주변 반경 3km 이내 교회지도 검색 ② 감성 테마 맞춤 설교메시지 제공 ③ 이단 신고, 미자립/개척교회 지원 ④ 다양한 장르의 기독교 오디오 콘텐츠 제공 등이 있어 기독교 콘텐츠 허브 플랫폼 역할을 하고 있다.
GOODTV의 대표적인 선교사역인 '글로벌선교방송단' 네트워크는 선교기자, 선교사기자, 선교사 사진기자, 선교PD 등 3만 여 명의 국내 및 해외 단원으로 구성되어 있다. 이들은 전 세계에서 일어나는 선한 사역 소식을 직접 취재해서 보도하고, 각자의 영역에서 복음의 전진기지 역할을 담당하면서 우리사회 및 해외 현지에서의 선한 사역을 제보하는 역할을 담당한다. 
GOODTV는 부울경본부, 호남전북본부를 설립하고 지역 복음화를 위해 선교 사역을 펼치고 있으며, 미국 뉴욕과 애리조나에 해외 지사를 두고 미디어를 통한 복음 전파 사역을 감당하고 있다.

## 연혁
- 1997년 8월 30일 창립
- 1997년 12월 25일 인터넷방송 정식개국.
- 1997년 12월 25일 개국특집 지저스크라이스트 슈퍼스타 단독중계.
- 2008년 8월 1일 기독교 최초 CUG 서비스 런칭 (KT 우리교회방송(CH.888))
- 2008년 11월 18일 IPTV 기독교채널로 단독선정 (KT, SKB)
- 2009년 6월 1일 채널명 C3TV에서 GOODTV로 변경
- 2010년 8월 1일 서울 영등포구 양평동에 사옥 신축 및 이전
- 2014년 4월 21일 스마트TV 앱 '우리교회방송', 미래부 주관 '스마트TV 앱 개발 지원사업' 대상자로 선정
- 2015년 10월 29일 신임 대표이사 사장 김명전 취임
- 2016년 4월 24일 GOODTV 글로벌선교방송단 출범
- 2017년 10월 31일 위클리굿뉴스(Weekly GOODNEWS) 창간
- 2018년 2월 14일 KT스카이라이프 위성방송 론칭
- 2018년 7월 11일 GOODTV 뉴욕지사 개국
- 2019년 10월 4일 천사후원의 달 '낮은곳으로 임하소서' 특별후원방송 진행
- 2020년 4월 3일 교회와 성도를 연결하는 GOODTV '녹톡(Knock-Talk)' APP 신규 론칭